# Semsey-kastély
A Semsey-kastély a Semsey családról kapta a nevét, a Semsey család építette fel a siklói Andrássyak korábbi „földesúri kastélya” helyén. A klasszicista stílusjegyeket hordozó épület Balmazújváros szívében, a fő téren található. Funkcióját tekintve ma már múzeumként szolgál.

## A kastély története
A balmazújvárosi Semsey-kastély a XVIII–XIX. század fordulópontján, pontosabban 1796 és 1805 között épült Semsey Andor megbízásából.
A város első kastélyait a siklói Andrássy családhoz köthetjük. 1753-ban Mária Terézia Andrássy Zsigmondnak adományozta Balmazújvárost, akitől az uralmat két fia veszi át (ifj. Andrássy Zsigmond és István).
Andrássy István és felesége a mai kastély helyén álló ún. földesúri kastélyban lakott, amelyhez külön istálló és tiszttartó lakás tartozott. Az ifjabb Andrássy Zsigmond a kúriában lakott, amelyet akkor „kis kastélynak” neveztek, s ezt az épületet 2003-ban bontották le. Zsigmond tulajdonában volt ugyanakkor a mára már szintén megsemmisült Karácsonyfoknál álló kúria is. A fent említett két Andrássy fiú örökös nélkül halt meg, így a birtok visszaszállt a koronára. 1798-ban I. Ferenc Semsey Andrásnak adományozza a területet, aki a ma is álló kastélyt építette.
Az új kastély a korábbi „földesúri kastély” helyén épült, a munkálatok már 1798-ban elkezdődtek az Andrássy család által felhalmozott építőanyagból, ugyanis ők új, reprezentatív rezidenciát akartak építeni. Egy későbbi tiszttartói levélből tudjuk, hogy Semsey András már 1805-re elkészült az új kastéllyal és a hozzá kapcsolódó több hektáros kastélykerttel.
Az ő nevükhöz fűződik továbbá a német lakosság Újvárosra telepítése is 1766-ban. A falu 1798-ban a Semsey család birtoka lett. A Semseyek Kassa környékéről telepítettek a faluba félszlovák katolikusokat uradalmi cselédnek. A XIX. század második felében megindult itt is a kapitalizálódás. A már korábban is differenciált lakosság rétegződése felgyorsult.

### Dr. Semsey Andor, a mineralógus mecénás
1854-ben már az akkor 70. életévét betöltő édesapa úgy végrendelkezett, hogy halála után – ami 1856-ban be is következett – fiai (Andor, Jenő és Lajos) a hatalmas semsei birtokon három hitbizományt hozzanak létre. Semsey Andor a ráeső hitbizományi részen, Balmazújvároson kezdett el gazdálkodni.
Kortársai írták róla, hogy gyönge szervezete nem tudott megbirkózni egy nagy gazdaság ügyeinek vezetésével, finom érzése nem bírt alkalmazkodni környezetének durva szokásaihoz, s rendszeretete nem tűrhette a saját hibáján kívül bekövetkezett zárlatot."" Végre el is határozta, hogy a birtokokat bérbe adja s felköltözik Budapestre. Elhatározását 1866-ban hajtotta végre.
Puritán életmódja legendaszámba ment. Koch Sándor nyilatkozta róla: Semsey Andor Magyarországon a legönzetlenebb mecénása volt a természettudományoknak. 40 ezer holdja volt Balmazújváros környékén, de önmagára nézve oly hihetetlenül fukar volt, hogy az már egyenesen nevetséges.
A kastélyt a XIX. század végéig folyamatosan használták, utána már csökkentett bútorral csak vadászatokra, többnyire csak a jószágigazgató lakta. A kastély utolsó Semsey családból származó tulajdonosa Semsey András Andor, aki 1941-től Argentínában élt.

## Az épület stílusa, ismertetőjegyei
Az épületnek 1805-ös újjáépítéséről nincs az építési stílusra vonatkozó információ, de valószínű, hogy a késő barokkos jegyek uralkodtak az akkori díszes épületen.
A mostani késő klasszicista stílusát az 1840 körüli átépítés során nyerte el. A debreceni utcai homlokzat középső, hangsúlyos rizalitán jó hajlású timpanon nyugszik, melyet négy ion pillér támaszt alá. A timpanon közepét valamikor a Semsey család 1401-ben Zsigmond királytól nyert címere díszítette.

## A kastély felépítése, kinézete
A kastély az őt övező hajdani kastélykert délnyugati részén áll, téglalap alaprajzú klasszicista épület. A délnyugati oldalon középrizalittal és oldalrizalitokkal vízszintesen tagolt homlokzatot figyelhetünk meg, amelyeket 1+2+3+2+1 arányban tovább tagolnak fanyílások. A középső rizalit felett, a timpanonban egykor a Zsigmond királytól nyert köznemesi címer állt, napjainkban pedig a család grófi címere ékeskedik az épületen. A középső részt a timpanon alatt négy ión fejezetű pilaszter osztja három részre. Az északkeleti oldalon, az épületen csak középen van rizalit, így három közel egyforma nagyságú falsík keletkezik, amelyet 4+5+4 arányban tovább tagolnak nyílászárók. Középen négy dórszerű pilléreken nyugvó kocsiáthajtót láthatunk, amelynek lapos tetejét hajdan süttői márvány borította. Az épület középső tengelyében osztott kazettás ajtók vannak, az első szinten az erkélyre a kijárat, a földszinten pedig a hajdani főbejárat helyezkedik el. A földszinten a pillérekkel szemben négy dór pilasztert fedezhetünk fel, az emeleten pedig összesen hatot, mert a rizalit szélénél is van még plusz egy-egy. A középső kiugrást felül egy fogazott főpárkány zárja, amely alatt az épületet teljes egészébe körülfutó osztópárkány található, amely közvetlenül az emeleti falpilléreken nyugszik, a fentihez hasonló párkány található a két szint találkozásánál.
A régi udvarházak jellegének megfelelően a főbejárat az udvar felől alakították ki, négy kőoszlopon álló kocsialáhajtóval, amelynek díszes, vasrácsos mellvédkorláttal körülvett lapos födéme az emeletről kijáró, nagyméretű teraszbak készült.
A kastély alatt egy hatalmas, boltíves pincerendszer húzódik.
A Semsey-kastélyt 1959-től műemlék épületté avatták. 1971-ben az ország kiemelt műemlékei közé sorolták. Az 1534 négyzetméter alapterületű kastély parkjához tartozott régen egy magtár, illetve egy lovarda is, aminek a helyén napjainkban a Penny Market épülete áll.

## Betöltött funkciói
- 1944-től a Semsey-kastély deportáló helyként szolgált.
- 1945 januárjában a községbe érkeztek a GPU tisztjei. Tíz nap alatt közel ezer embert fogtak el, s a községházán és a Semsey-kastélyban zsúfolták össze őket. Főleg a német származásúakat gyűjtötték össze. Innen pedig 547 embert deportáltak Ukrajnába.
- 1945 után a kastélyt államosították, s főként gyári raktárként funkcionált.
- Ezután egy valóságos áttörést jelentett, amikor az 1950-es években egy rövid időre a kastélyba költözött át a kultúra otthona: szakköröket, műsoros estéket, ismeretterjesztő előadásokat, kulturális rendezvényeket tartottak a lakosság számára a művelődés céljából.[4]
- A kúria az elmúlt évtizedekben rangjához méltatlan funkciókat töltött be. A kiemelt műemlékek között felsorolt épület volt már művelődési ház, könyvtár, könyvesbolt, OTP-fiók, és ÁFÉSZ bútorbolt is.

## A kastély a mai formájában
2012 júliusában kezdődött meg a kastély rekonstrukciója, melyet jórészt Uniós forrásból (ÉAOP-2.1.1/c-09-2009-19) fedeztek.
A felújított kastélyt 2013. december 5-én adták át, így ma is ezt a kinézetét láthatja a látogató, ha Balmazújvárosba érkezik. Az átadással párhuzamosan – az év végén átköltöztették a kastélyba a Semsey Andor Múzeumot, így 2014-ben újra területi múzeumi státuszt kaphatott. Ezzel egy időben megújult állandó kiállítása, amely az impozáns épület földszintjén kapott helyet.
2014. augusztus 15-től a Tourinform irodának is helyet ad az épület, illetve egy rendezvényterem és egy képtár is található a kastélyon belül, melyek kulturális események, előadások, időszaki kiállítások kedvelt helyszíne is egyben.
A múzeum névadója a „mecénások mecénása”: Semsey Andor (1833–1923), aki bőkezű támogatója volt a kultúrának és a tudománynak. Az 1860-as években az ő adományából építették fel a pesti állatkert madárházát, s az 1890-es években az Országos Földtani Intézet épületét.
A kastély mellett, szintén pályázati forrásokból épült meg a Kocsiszín, ahol a Balmazújvárosi Önkormányzati Tűzoltóság egykori, mára felújított használati eszközei kaptak helyet. Két szerkocsit, egy lőcsös szekeret, egy első világháborúból megmaradt fertőtlenítő kocsit, valamint egy kisasszonyhintót tekinthetnek meg itt a múzeumba érkezett látogatók.